# Calathea albovaginata
Calathea albovaginata là một loài thực vật có hoa trong họ Marantaceae. Loài này được (K.Koch & Linden) K.Schum. mô tả khoa học đầu tiên năm 1902.